# كوينسي أرمسترونغ
كوينسي أرمسترونغ (بالإنجليزية: Quincy Armstrong)‏ هو لاعب كرة القدم الكندية أمريكي، ولد في 22 نوفمبر 1928 في كلايد في الولايات المتحدة.

## وصلات خارجية
- كوينسي أرمسترونغ على موقع مرجع كرة القدم المحترفة.كوم (الإنجليزية)